# NXT Breakout Tournament
O NXT Breakout Tournament é um torneio de eliminação simples de luta livre profissional produzido pela WWE para a marca NXT. Introduzido pela primeira vez em 2019, o torneio apresenta oito lutadores, geralmente novatos no NXT (geralmente recrutas do WWE Performance Center fazendo suas estreias na televisão do NXT). O vencedor recebe uma oportunidade de luta por um campeonato à sua escolha, podendo fazer o "cash in" a qualquer momento.

## Vencedores, datas e locais das finais
| Ano  | Evento          | Data                  | Cidade                   | Local                  | Vencedor (a)  |
| ---- | --------------- | --------------------- | ------------------------ | ---------------------- | ------------- |
| 2019 | NXT             | 10 de agosto de 2019  | Toronto, Ontário, Canadá | Scotiabank Arena       | Jordan Myles  |
| 2021 | NXT             | 23 de agosto de 2021  | Orlando, Flórida         | WWE Performance Center | Carmelo Hayes |
| 2022 | NXT             | 7 de junho de 2022    | Orlando, Flórida         | WWE Performance Center | Roxanne Perez |
| 2023 | Halloween Havoc | 31 de outubro de 2023 | Orlando, Flórida         | WWE Performance Center | Lola Vice     |
| 2024 | New Year's Evil | 2 de janeiro de 2024  | Orlando, Flórida         | WWE Performance Center | Oba Femi      |

### Oportunidade de campeonato para o vencedor masculino
| Campeonato                        | Vitórias | Tentativas | Taxa de sucesso |
| --------------------------------- | -------- | ---------- | --------------- |
| Campeonato do NXT                 | 0        | 1          | .000            |
| Campeonato Norte-Americano do NXT | 2        | 0          | 1.000           |
| Total                             | 2        | 1          | .667            |

     – Vitória do campeonato
     – Perda da luta pelo campeonato
| # | Vencedor      | Evento | Data                  | Luta pelo campeonato |
| - | ------------- | ------ | --------------------- | --- |
| 1 | Jordan Myles  | NXT    | 15 de agosto de 2019  | Myles foi derrotado por Adam Cole pelo Campeonato do NXT. |
| 2 | Carmelo Hayes | NXT    | 12 de outubro de 2021 | Hayes derrotou Isaiah "Swerve" Scott para conquistar o Campeonato Norte-Americano do NXT, conquistando o título contra Scott depois que Scott manteve o título contra Santos Escobar. |
| 3 | Oba Femi      | NXT    | 9 de janeiro de 2024  | Femi derrotou Dragon Lee para conquistar o Campeonato Norte-Americano do NXT ao fazer o cash-in em Lee após o mesmo manter o título contra Lexis King.                                |

### Oportunidade de campeonato para vencedoras femininas
| Campeonato                                 | Vitórias | Tentativas | Taxa de sucesso |
| ------------------------------------------ | -------- | ---------- | --------------- |
| Campeonato Feminino do NXT                 | 0        | 2          | –               |
| Campeonato Norte-Americano Feminino do NXT | 0        | 0          | –               |
| Total                                      | 0        | 0          | –               |

     – Vitória do campeonato
     – Perda da luta pelo campeonato
| # | Vencedora     | Evento        | Data                   | Luta pelo campeonato |
| - | ------------- | ------------- | ---------------------- | --- |
| 1 | Roxanne Perez | NXT           | 12 de julho de 2022    | Perez foi derrotada por Mandy Rose pelo Campeonato Feminino do NXT. |
| 2 | Lola Vice     | Vengeance Day | 4 de fevereiro de 2024 | Vice perdeu para a então campeã Lyra Valkyria, e Roxanne Perez pelo Campeonato Feminino do NXT, após fazer o cash-in durante uma luta individual entre as duas, convertendo-a em uma luta triple threat. Valkyria fez o pin em Vice para manter seu título. |

## História do torneio

### 2019
Em 2019, a WWE introduziu um novo torneio chamado NXT Breakout Tournament, com oito lutadores masculinos do WWE Performance Center, que estavam fazendo suas estreias na televisão do NXT. O torneio foi realizado durante várias gravações do programa semanal NXT em junho, e a final aconteceu em agosto, onde Jordan Myles venceu ao derrotar Cameron Grimes.
|  | Primeira rodada NXT Gravado em 12/06/19 Datas de exibição 26/06/19, 03/07/19, 10/07/19 e 17/07/19 | Primeira rodada NXT Gravado em 12/06/19 Datas de exibição 26/06/19, 03/07/19, 10/07/19 e 17/07/19 | Primeira rodada NXT Gravado em 12/06/19 Datas de exibição 26/06/19, 03/07/19, 10/07/19 e 17/07/19 |                |                | Semifinais NXT Gravado em 13/06/19 Datas de exibição 24/07/19 e 31/07/19 | Semifinais NXT Gravado em 13/06/19 Datas de exibição 24/07/19 e 31/07/19 | Semifinais NXT Gravado em 13/06/19 Datas de exibição 24/07/19 e 31/07/19 |  |  | Final NXT Gravado em 10/08/19 Data de exibição 14/08/19 | Final NXT Gravado em 10/08/19 Data de exibição 14/08/19 | Final NXT Gravado em 10/08/19 Data de exibição 14/08/19 |  |
|  |                                                                                                   |                                                                                                   |                                                                                                   |                |                |                                                                          |                                                                          |                                                                          |  |  |                                                         |                                                         |                                                         |  |
|  | 1                                                                                                 | Dexter Lumis                                                                                      | 17/7                                                                                              |                |                |                                                                          |                                                                          |                                                                          |  |  |                                                         |                                                         |                                                         |  |
|  | 1                                                                                                 | Dexter Lumis                                                                                      | 17/7                                                                                              |                |                |                                                                          |                                                                          |                                                                          |  |  |                                                         |                                                         |                                                         |  |
|  | 8                                                                                                 | Bronson Reed                                                                                      | Pin                                                                                               |                |                |                                                                          |                                                                          |                                                                          |  |  |                                                         |                                                         |                                                         |  |
|  | 8                                                                                                 | Bronson Reed                                                                                      | Pin                                                                                               |                | Bronson Reed   | Bronson Reed                                                             | 31/7                                                                     |                                                                          |  |  |                                                         |                                                         |                                                         |  |
|  |                                                                                                   |                                                                                                   |                                                                                                   |                | Bronson Reed   | Bronson Reed                                                             | 31/7                                                                     |                                                                          |  |  |                                                         |                                                         |                                                         |  |
|  |                                                                                                   |                                                                                                   | Cameron Grimes                                                                                    | Cameron Grimes | Pin            |                                                                          |                                                                          |                                                                          |  |  |                                                         |                                                         |                                                         |  |
|  | 4                                                                                                 | Isaiah "Swerve" Scott                                                                             | Cameron Grimes                                                                                    | Cameron Grimes | Pin            | 3/7                                                                      |                                                                          |                                                                          |  |  |                                                         |                                                         |                                                         |  |
|  | 4                                                                                                 | Isaiah "Swerve" Scott                                                                             |                                                                                                   |                |                |                                                                          |                                                                          |                                                                          |  |  |                                                         |                                                         |                                                         |  |
|  | 5                                                                                                 | Cameron Grimes                                                                                    | Pin                                                                                               |                |                |                                                                          |                                                                          |                                                                          |  |  |                                                         |                                                         |                                                         |  |
|  | 5                                                                                                 | Cameron Grimes                                                                                    | Pin                                                                                               |                | Cameron Grimes | Cameron Grimes                                                           | 14/8                                                                     |                                                                          |  |  |                                                         |                                                         |                                                         |  |
|  |                                                                                                   |                                                                                                   |                                                                                                   |                |                |                                                                          |                                                                          |                                                                          |  |  |                                                         |                                                         |                                                         |  |
|  |                                                                                                   |                                                                                                   | Jordan Myles                                                                                      | Jordan Myles   | Pin            |                                                                          |                                                                          |                                                                          |  |  |                                                         |                                                         |                                                         |  |
|  | 2                                                                                                 | Angel Garza                                                                                       | Jordan Myles                                                                                      | Jordan Myles   | Pin            | Pin                                                                      |                                                                          |                                                                          |  |  |                                                         |                                                         |                                                         |  |
|  | 2                                                                                                 | Angel Garza                                                                                       |                                                                                                   |                |                |                                                                          |                                                                          |                                                                          |  |  |                                                         |                                                         |                                                         |  |
|  | 7                                                                                                 | Joaquin Wilde                                                                                     | 26/6                                                                                              |                |                |                                                                          |                                                                          |                                                                          |  |  |                                                         |                                                         |                                                         |  |
|  | 7                                                                                                 | Joaquin Wilde                                                                                     | 26/6                                                                                              |                | Angel Garza    | Angel Garza                                                              | 24/7                                                                     |                                                                          |  |  |                                                         |                                                         |                                                         |  |
|  |                                                                                                   |                                                                                                   |                                                                                                   |                | Angel Garza    | Angel Garza                                                              | 24/7                                                                     |                                                                          |  |  |                                                         |                                                         |                                                         |  |
|  |                                                                                                   |                                                                                                   | Jordan Myles                                                                                      | Jordan Myles   | Pin            |                                                                          |                                                                          |                                                                          |  |  |                                                         |                                                         |                                                         |  |
|  | 3                                                                                                 | Jordan Myles                                                                                      | Jordan Myles                                                                                      | Jordan Myles   | Pin            | Pin                                                                      |                                                                          |                                                                          |  |  |                                                         |                                                         |                                                         |  |
|  | 3                                                                                                 | Jordan Myles                                                                                      |                                                                                                   |                |                |                                                                          |                                                                          |                                                                          |  |  |                                                         |                                                         |                                                         |  |
|  | 6                                                                                                 | Boa                                                                                               | 10/7                                                                                              |                |                |                                                                          |                                                                          |                                                                          |  |  |                                                         |                                                         |                                                         |  |

### 2021
Após uma pausa de um ano em 2020 devido à pandemia de COVID-19, o Breakout Tournament retornou para uma segunda edição em 2021, apresentando oito novos lutadores do Performance Center. Duas qualificatórias ocorreram no episódio de 2 de julho do 205 Live, onde Andre Chase e Joe Gacy venceram Guru Raaj e Desmond Troy, respectivamente. O Breakout Tournament começou no episódio de 13 de julho do NXT. A final do torneio aconteceu no episódio de 24 de agosto do NXT, e Carmelo Hayes venceu o torneio de 2021 ao derrotar Odyssey Jones na final.
|  | Primeira rodada NXT, 13/07-03/08 | Primeira rodada NXT, 13/07-03/08 | Primeira rodada NXT, 13/07-03/08 |               |               | Semifinais NXT, 10/8 e 17/8 | Semifinais NXT, 10/8 e 17/8 | Semifinais NXT, 10/8 e 17/8 |  |  | Final NXT, 24/08 | Final NXT, 24/08 | Final NXT, 24/08 |  |
|  |                                  |                                  |                                  |               |               |                             |                             |                             |  |  |                  |                  |                  |  |
|  | 1                                | Duke Hudson                      | Pin                              |               |               |                             |                             |                             |  |  |                  |                  |                  |  |
|  | 1                                | Duke Hudson                      | Pin                              |               |               |                             |                             |                             |  |  |                  |                  |                  |  |
|  | 8                                | Ikemen Jiro                      | 13/7                             |               |               |                             |                             |                             |  |  |                  |                  |                  |  |
|  | 8                                | Ikemen Jiro                      | 13/7                             |               | Duke Hudson   | Duke Hudson                 | 17/8                        |                             |  |  |                  |                  |                  |  |
|  |                                  |                                  |                                  |               | Duke Hudson   | Duke Hudson                 | 17/8                        |                             |  |  |                  |                  |                  |  |
|  |                                  |                                  | Carmelo Hayes                    | Carmelo Hayes | Pin           |                             |                             |                             |  |  |                  |                  |                  |  |
|  | 4                                | Carmelo Hayes                    | Carmelo Hayes                    | Carmelo Hayes | Pin           | Pin                         |                             |                             |  |  |                  |                  |                  |  |
|  | 4                                | Carmelo Hayes                    |                                  |               |               |                             |                             |                             |  |  |                  |                  |                  |  |
|  | 5                                | Josh Briggs                      | 27/7                             |               |               |                             |                             |                             |  |  |                  |                  |                  |  |
|  | 5                                | Josh Briggs                      | 27/7                             |               | Carmelo Hayes | Carmelo Hayes               | Pin                         |                             |  |  |                  |                  |                  |  |
|  |                                  |                                  |                                  |               |               |                             |                             |                             |  |  |                  |                  |                  |  |
|  |                                  |                                  | Odyssey Jones                    | Odyssey Jones | 24/8          |                             |                             |                             |  |  |                  |                  |                  |  |
|  | 2                                | Andre Chase                      | Odyssey Jones                    | Odyssey Jones | 24/8          | 20/7                        |                             |                             |  |  |                  |                  |                  |  |
|  | 2                                | Andre Chase                      |                                  |               |               |                             |                             |                             |  |  |                  |                  |                  |  |
|  | 7                                | Odyssey Jones                    | Pin                              |               |               |                             |                             |                             |  |  |                  |                  |                  |  |
|  | 7                                | Odyssey Jones                    | Pin                              |               | Odyssey Jones | Odyssey Jones               | Pin                         |                             |  |  |                  |                  |                  |  |
|  |                                  |                                  |                                  |               | Odyssey Jones | Odyssey Jones               | Pin                         |                             |  |  |                  |                  |                  |  |
|  |                                  |                                  | Trey Baxter                      | Trey Baxter   | 10/8          |                             |                             |                             |  |  |                  |                  |                  |  |
|  | 3                                | Joe Gacy                         | Trey Baxter                      | Trey Baxter   | 10/8          | 3/8                         |                             |                             |  |  |                  |                  |                  |  |
|  | 3                                | Joe Gacy                         |                                  |               |               |                             |                             |                             |  |  |                  |                  |                  |  |
|  | 6                                | Trey Baxter                      | Pin                              |               |               |                             |                             |                             |  |  |                  |                  |                  |  |

### 2022
Em 2022, o Breakout Tournament contou pela primeira vez com oito lutadoras do NXT, com a vencedora ganhando uma oportunidade pelo Campeonato Feminino do NXT a qualquer momento. A edição de 2022 começou no episódio de 10 de maio de 2022 do NXT 2.0. Roxanne Perez venceu Tiffany Stratton na final, que ocorreu no episódio de 7 de junho do NXT 2.0.
|  | Primeira rodada NXT 10 a 17 de maio | Primeira rodada NXT 10 a 17 de maio | Primeira rodada NXT 10 a 17 de maio |               |                    | Semifinais NXT 24 de maio | Semifinais NXT 24 de maio | Semifinais NXT 24 de maio |  |  | Final NXT 7 de junho | Final NXT 7 de junho | Final NXT 7 de junho |  |
|  |                                     |                                     |                                     |               |                    |                           |                           |                           |  |  |                      |                      |                      |  |
|  | 1                                   | Nikkita Lyons                       | Pin                                 |               |                    |                           |                           |                           |  |  |                      |                      |                      |  |
|  | 1                                   | Nikkita Lyons                       | Pin                                 |               |                    |                           |                           |                           |  |  |                      |                      |                      |  |
|  | 8                                   | Arianna Grace                       | 3:09                                |               |                    |                           |                           |                           |  |  |                      |                      |                      |  |
|  | 8                                   | Arianna Grace                       | 3:09                                |               | Tiffany Stratton † | Tiffany Stratton †        | Pin                       |                           |  |  |                      |                      |                      |  |
|  |                                     |                                     |                                     |               | Tiffany Stratton † | Tiffany Stratton †        | Pin                       |                           |  |  |                      |                      |                      |  |
|  |                                     |                                     | Fallon Henley                       | Fallon Henley | 5:02               |                           |                           |                           |  |  |                      |                      |                      |  |
|  | 4                                   | Fallon Henley                       | Fallon Henley                       | Fallon Henley | 5:02               | Pin                       |                           |                           |  |  |                      |                      |                      |  |
|  | 4                                   | Fallon Henley                       |                                     |               |                    |                           |                           |                           |  |  |                      |                      |                      |  |
|  | 5                                   | Sloane Jacobs                       | 4:28                                |               |                    |                           |                           |                           |  |  |                      |                      |                      |  |
|  | 5                                   | Sloane Jacobs                       | 4:28                                |               | Tiffany Stratton   | Tiffany Stratton          | 8:48                      |                           |  |  |                      |                      |                      |  |
|  |                                     |                                     |                                     |               |                    |                           |                           |                           |  |  |                      |                      |                      |  |
|  |                                     |                                     | Roxanne Perez                       | Roxanne Perez | Pin                |                           |                           |                           |  |  |                      |                      |                      |  |
|  | 2                                   | Roxanne Perez                       | Roxanne Perez                       | Roxanne Perez | Pin                | Pin                       |                           |                           |  |  |                      |                      |                      |  |
|  | 2                                   | Roxanne Perez                       |                                     |               |                    |                           |                           |                           |  |  |                      |                      |                      |  |
|  | 7                                   | Kiana James                         | 5:15                                |               |                    |                           |                           |                           |  |  |                      |                      |                      |  |
|  | 7                                   | Kiana James                         | 5:15                                |               | Roxanne Perez      | Roxanne Perez             | Pin                       |                           |  |  |                      |                      |                      |  |
|  |                                     |                                     |                                     |               | Roxanne Perez      | Roxanne Perez             | Pin                       |                           |  |  |                      |                      |                      |  |
|  |                                     |                                     | Lash Legend                         | Lash Legend   | 3:19               |                           |                           |                           |  |  |                      |                      |                      |  |
|  | 3                                   | Lash Legend                         | Lash Legend                         | Lash Legend   | 3:19               | Pin                       |                           |                           |  |  |                      |                      |                      |  |
|  | 3                                   | Lash Legend                         |                                     |               |                    |                           |                           |                           |  |  |                      |                      |                      |  |
|  | 6                                   | Tatum Paxley                        | 3:50                                |               |                    |                           |                           |                           |  |  |                      |                      |                      |  |

† Nikkita Lyons se machucou durante o treinamento e sua oponente na semifinal, Fallon Henley, originalmente conseguiu uma vaga na final, mas Tiffany Stratton desafiou Henley a ganhar sua vaga na final, nas quais Stratton então substituiu Lyons no torneio.

### Torneio Feminino de 2023
A quarta edição do Breakout Tournament foi realizada em 2023, começando no episódio de 3 de outubro do NXT. As semifinais do torneio ocorreram na primeira noite do Halloween Havoc em 24 de outubro, e a final foi realizada na segunda noite do Halloween Havoc em 31 de outubro. Lola Vice derrotou Kelani Jordan na final para vencer o torneio de 2023.
|  | Primeira rodada NXT 3 a 17 de outubro | Primeira rodada NXT 3 a 17 de outubro | Primeira rodada NXT 3 a 17 de outubro |               |                 | Semifinais NXT Halloween Havoc 24 de outubro | Semifinais NXT Halloween Havoc 24 de outubro | Semifinais NXT Halloween Havoc 24 de outubro |  |  | Final Halloween Havoc 31 de outubro | Final Halloween Havoc 31 de outubro | Final Halloween Havoc 31 de outubro |  |
|  |                                       |                                       |                                       |               |                 |                                              |                                              |                                              |  |  |                                     |                                     |                                     |  |
|  | 1                                     | Kelani Jordan                         | Pin                                   |               |                 |                                              |                                              |                                              |  |  |                                     |                                     |                                     |  |
|  | 1                                     | Kelani Jordan                         | Pin                                   |               |                 |                                              |                                              |                                              |  |  |                                     |                                     |                                     |  |
|  | 8                                     | Izzi Dame                             | 4:52                                  |               |                 |                                              |                                              |                                              |  |  |                                     |                                     |                                     |  |
|  | 8                                     | Izzi Dame                             | 4:52                                  |               | Kelani Jordan   | Kelani Jordan                                | Pin                                          |                                              |  |  |                                     |                                     |                                     |  |
|  |                                       |                                       |                                       |               | Kelani Jordan   | Kelani Jordan                                | Pin                                          |                                              |  |  |                                     |                                     |                                     |  |
|  |                                       |                                       | Arianna Grace                         | Arianna Grace | 7:35            |                                              |                                              |                                              |  |  |                                     |                                     |                                     |  |
|  | 4                                     | Arianna Grace                         | Arianna Grace                         | Arianna Grace | 7:35            | Pin                                          |                                              |                                              |  |  |                                     |                                     |                                     |  |
|  | 4                                     | Arianna Grace                         |                                       |               |                 |                                              |                                              |                                              |  |  |                                     |                                     |                                     |  |
|  | 5                                     | Brinley Reece †                       | 2:56                                  |               |                 |                                              |                                              |                                              |  |  |                                     |                                     |                                     |  |
|  | 5                                     | Brinley Reece †                       | 2:56                                  |               | Kelani Jordan   | Kelani Jordan                                | 6:56                                         |                                              |  |  |                                     |                                     |                                     |  |
|  |                                       |                                       |                                       |               |                 |                                              |                                              |                                              |  |  |                                     |                                     |                                     |  |
|  |                                       |                                       | Lola Vice                             | Lola Vice     | Pin             |                                              |                                              |                                              |  |  |                                     |                                     |                                     |  |
|  | 2                                     | Karmen Petrovic                       | Lola Vice                             | Lola Vice     | Pin             | Sub                                          |                                              |                                              |  |  |                                     |                                     |                                     |  |
|  | 2                                     | Karmen Petrovic                       |                                       |               |                 |                                              |                                              |                                              |  |  |                                     |                                     |                                     |  |
|  | 7                                     | Jaida Parker                          | 3:38                                  |               |                 |                                              |                                              |                                              |  |  |                                     |                                     |                                     |  |
|  | 7                                     | Jaida Parker                          | 3:38                                  |               | Karmen Petrovic | Karmen Petrovic                              | 3:36                                         |                                              |  |  |                                     |                                     |                                     |  |
|  |                                       |                                       |                                       |               | Karmen Petrovic | Karmen Petrovic                              | 3:36                                         |                                              |  |  |                                     |                                     |                                     |  |
|  |                                       |                                       | Lola Vice                             | Lola Vice     | Pin             |                                              |                                              |                                              |  |  |                                     |                                     |                                     |  |
|  | 3                                     | Dani Palmer                           | Lola Vice                             | Lola Vice     | Pin             | 3:59                                         |                                              |                                              |  |  |                                     |                                     |                                     |  |
|  | 3                                     | Dani Palmer                           |                                       |               |                 |                                              |                                              |                                              |  |  |                                     |                                     |                                     |  |
|  | 6                                     | Lola Vice                             | Pin                                   |               |                 |                                              |                                              |                                              |  |  |                                     |                                     |                                     |  |

† Reece substituiu Jakara Jackson depois que Jackson não recebeu autorização médica para participar.

### Torneio Masculino de 2023
|  | Primeira rodada NXT 12 a 19 de dezembro de 2023 | Primeira rodada NXT 12 a 19 de dezembro de 2023 | Primeira rodada NXT 12 a 19 de dezembro de 2023 |                |               | Semifinais NXT 26 de dezembro de 2023 | Semifinais NXT 26 de dezembro de 2023 | Semifinais NXT 26 de dezembro de 2023 |  |  | Final New Year's Evil 2 de janeiro de 2024 | Final New Year's Evil 2 de janeiro de 2024 | Final New Year's Evil 2 de janeiro de 2024 |  |
|  |                                                 |                                                 |                                                 |                |               |                                       |                                       |                                       |  |  |                                            |                                            |                                            |  |
|  | 1                                               | Riley Osborne                                   | Pin                                             |                |               |                                       |                                       |                                       |  |  |                                            |                                            |                                            |  |
|  | 1                                               | Riley Osborne                                   | Pin                                             |                |               |                                       |                                       |                                       |  |  |                                            |                                            |                                            |  |
|  | 8                                               | Keanu Carver                                    | 3:28                                            |                |               |                                       |                                       |                                       |  |  |                                            |                                            |                                            |  |
|  | 8                                               | Keanu Carver                                    | 3:28                                            |                | Riley Osborne | Riley Osborne                         | Pin                                   |                                       |  |  |                                            |                                            |                                            |  |
|  |                                                 |                                                 |                                                 |                | Riley Osborne | Riley Osborne                         | Pin                                   |                                       |  |  |                                            |                                            |                                            |  |
|  |                                                 |                                                 | Lexis King                                      | Lexis King     | 3:43          |                                       |                                       |                                       |  |  |                                            |                                            |                                            |  |
|  | 4                                               | Lexis King †                                    | Lexis King                                      | Lexis King     | 3:43          | Pin                                   |                                       |                                       |  |  |                                            |                                            |                                            |  |
|  | 4                                               | Lexis King †                                    |                                                 |                |               |                                       |                                       |                                       |  |  |                                            |                                            |                                            |  |
|  | 5                                               | Dion Lennox                                     | 2:59                                            |                |               |                                       |                                       |                                       |  |  |                                            |                                            |                                            |  |
|  | 5                                               | Dion Lennox                                     | 2:59                                            |                | Riley Osborne | Riley Osborne                         | 9:45                                  |                                       |  |  |                                            |                                            |                                            |  |
|  |                                                 |                                                 |                                                 |                |               |                                       |                                       |                                       |  |  |                                            |                                            |                                            |  |
|  |                                                 |                                                 | Oba Femi                                        | Oba Femi       | Pin           |                                       |                                       |                                       |  |  |                                            |                                            |                                            |  |
|  | 2                                               | Oba Femi                                        | Oba Femi                                        | Oba Femi       | Pin           | Pin                                   |                                       |                                       |  |  |                                            |                                            |                                            |  |
|  | 2                                               | Oba Femi                                        |                                                 |                |               |                                       |                                       |                                       |  |  |                                            |                                            |                                            |  |
|  | 7                                               | Myles Borne                                     | 3:35                                            |                |               |                                       |                                       |                                       |  |  |                                            |                                            |                                            |  |
|  | 7                                               | Myles Borne                                     | 3:35                                            |                | Oba Femi      | Oba Femi                              | Pin                                   |                                       |  |  |                                            |                                            |                                            |  |
|  |                                                 |                                                 |                                                 |                | Oba Femi      | Oba Femi                              | Pin                                   |                                       |  |  |                                            |                                            |                                            |  |
|  |                                                 |                                                 | Tavion Heights                                  | Tavion Heights | 4:10          |                                       |                                       |                                       |  |  |                                            |                                            |                                            |  |
|  | 3                                               | Tavion Heights                                  | Tavion Heights                                  | Tavion Heights | 4:10          | Pin                                   |                                       |                                       |  |  |                                            |                                            |                                            |  |
|  | 3                                               | Tavion Heights                                  |                                                 |                |               |                                       |                                       |                                       |  |  |                                            |                                            |                                            |  |
|  | 6                                               | Luca Crusifino                                  | 3:25                                            |                |               |                                       |                                       |                                       |  |  |                                            |                                            |                                            |  |

† King substituiu Trey Bearhill depois que ele atacou Bearhill com uma cadeira.